# 조운 (배우)
조운(1978년 2월 10일 ~ )은 대한민국의 배우이다. 현재 수컴퍼니 소속배우이다. 극단 히스씨어터 대표이다.

## 영화
- (1990년) 《슈퍼맨 일지매》
- (2004년) 《태극기 휘날리며》 ... 림태수 소대원 역 (첫 천만영화)
- (2004년) 《얼굴 없는 미녀》 ... 트레이너 역
- (2005년) 《태풍》...러시아요원 역
- (2006년) 《비열한 거리》 ... 독사파 건달 1 역
- (2009년) 《전우치》 ... 황색 한복 2 역
- (2013년) 《런닝맨》 ... 다크남 역 (본작의 중간 보스)
- (2013년) 《미생 프리퀄》 ... 남직원 역
- (2018년) 《인랑》 ... 섹트 2조 리더 역
- (2017년) 《검은비: 악의연대기》 ... 장기흥 역
- (2019년) 《애월》 ... 박만수 역
- (2019년) 《신의 한 수: 귀수편》 ... 귀수부 역
- (2019년) 《히트맨》 ... 제이슨 리 역 (본작의 메인 빌런이자 최종 보스)
- (2020년) 《프리즈너》 ... 이인귀 역
- (2022년) 《짬뽕비권》 ... 흑마사 역